# Grenadiska köket
Grenadiska köket består av många olika rätter, reflekterande Grenadas kulturella mångfald. Bröd, ris, ärtor, grönsaker och frukter är en viktig del av Grenadas matkultur. Många dricker till frukost inhemsk kakao. Till lunch äter man ofta till exempel saltad torsk. Fisk och kyckling är billigt, nötkött är mindre vanligt. Griskött äts vid speciella evenemang såsom till jul. Många kryddor och influenser från övriga Karibien, Västindien och andra kreolska områden har en stor betydelse för köket. Eftersom Grenada är en ö spelar havet en stor roll i köket. Många sorters fiskar äts, såväl som olika snäckor från havet och rommen från sjöborren, som utgör den kända grenadiska kaviarn. Viktiga kryddor är bland andra muskot, kanel, vanilj, lagerblad och ingefära. Ris och potatis är huvudsakliga tillbehör till maten.
Grenadas nationalrätt, Oil Down, består av brödfrukt, kokosmjölk, gurkmeja, klimpar, taroblad, och saltat kött, exempelvis från torsk, rökt sill eller saltat nötkött. Rätten tillagas ofta i en stor gryta, så kallad karhee. Andra populära rätter är exempelvis pajer och curryrätter, och tämligen ofta getkött. Ost och fudge är vanligt förekommande sötsaker, ofta med rom i, samt glass.
Den senaste tiden har många utländska restauranger kommit till landet, och influenser har därifrån spridit sig till invånarna, bland annat från Frankrike och Italien.